# Прапор німецькомовної спільноти Бельгії
Прапор німецькомовної спільноти є прапором колишньої Східної Бельгії (Ostbelgien), а сьогодні німецькомовної спільноти у східній Бельгії. Зовнішній вигляд прапора визначено указом від 1 жовтня 1990 року. Цей же указ також визначає державне свято, а саме 15 листопада, коли прапор має майоріти на громадських будівлях у німецькомовних районах Бельгії.

## Геральдичний опис
У центрі білого прапора зображений червоний лев, оточений дев'ятьма синіми п'ятилистками. П'ять листків є геральдичним гербом і представляють квітку з п'ятьма стилізованими та концентрично оформленими пелюстками, що оточують бутон квітки, посилаючись на 9 громад, які разом утворюють німецькомовну спільноту. 4 у північній половині: Ойпен, Кельміс, Лонцтен і Рарен і 5 у південній половині: Амель, Булінген, Бург-Ройланд, Бютгенбах і Санкт-Віт.
Червоний лев відноситься до лева на гербі як Лімбурзького герцогства, так і Великого герцогства Люксембурзького, до якого належали південна та північна частини відповідно. На відміну від лімбурзьких і люксембурзьких левів, у нього немає ні корони, ні подвійного хвоста, а його кігті та язик не золоті, а червоні.
Біле тло також вказує на походження цієї території, герби якої мають біле тло. Крім того, на гербі Великого герцогства Люксембург можна побачити не тільки білі смуги на тлі, а й світло-блакитні смуги. У зв’язку з цим дев’ять п'ятилистків виконані в одному кольорі. 
|  |  |

## Зовнішні посилання
- Пояснення прапора та герба німецькомовної спільноти на її веб-сайті.
- Значення прапора німецькомовної спільноти

1. ↑  Duitstalige Gemeenschap in België. Vlagblog (нід.). Процитовано 24 січня 2022.